# Remigius Winckel

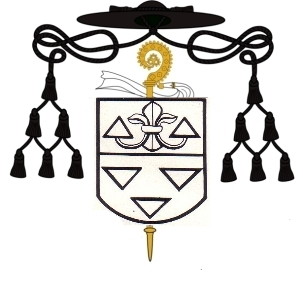
Das Wappen des Abtes Remigius Winckel

Remigius Winckel (bürgerlicher Name Servatius Winckel; * 1604 in Remich; † 9. August 1654 in Groß-Steinheim) war von 1636/1637 bis 1643 Abt des Klosters Sponheim, daneben stand er als Titularabt dem Kloster Disibodenberg vor. 1643 wurde ihm außerdem der Titel eines Abtes von Hornbach in der Pfalz zuerkannt. In den Jahren 1646 bis 1654 war Winckel Abt des Benediktinerklosters in Münsterschwarzach. 

## Die Klöster vor Winckel
Das halbe Jahrhundert vor der Amtszeit des Remigius Winckel war in den Klöstern der Pfalz von den Glaubenskriegen und der sogenannten Kleinen Eiszeit geprägt. Die Klöster hatten unter der Reformation zu leiden, die meisten von ihnen wurden in dieser Zeit sogar aufgelöst. Für Disibodenberg ist 1559 der letzte Abt überliefert, der das Kloster an die Herzöge von Zweibrücken übergab. Während des Dreißigjährigen Krieges gab es vereinzelte Versuche, die Klöster wiederzubeleben, die allerdings alle scheiterten. 
Auch Münsterschwarzach hatte mit Ernteausfällen und den ständigen Angriffen seiner protestantischen Nachbarn zu kämpfen. Hinzu kam die Veruntreuung des Klosterbesitzes durch einige Äbte. 1631 musste der Konvent das Kloster sogar verlassen, das nun einige Jahre den Schweden als Soldatenquartier diente. Auch nach der Rückkehr des Konvents in die heruntergekommenen Gebäude wütete der Krieg weiter. Winckels Vorvorgänger, Nikolaus III. Molitor, wurde aufgrund der kleinen Konventstärke von nur fünf Mönchen zum Abt gewählt.

## Leben

### Frühe Jahre
Remigius Winckel wurde im Jahr 1604 als Servatius Winckel in Remich an der Mosel im heutigen Luxemburg geboren. Sein Vater war Kaufmann und wurde zumeist lateinisch Orthonius genannt. Über seine Mutter ist nichts bekannt. Auch die Schulzeit des jungen Remigius ist nicht überliefert. Erst der Beginn seines Studiums ist in den Quellen dargestellt. Er schrieb sich zunächst an der Universität Luxemburg ein, bevor er an die Jesuitenakademie nach Pont-à-Mousson wechselte. Sein Studium schloss er in Köln ab.
Seine theologische Laufbahn begann Winckel 1627, noch vor seinem Studienabschluss, in der Abtei Neumünster  in Luxemburg-Stadt. Erst nachdem er sein Gelübde abgelegt hatte, beendete er sein Studium mit dem theologischen Lizenziat der Universität Köln. Über die Einzelheiten seiner geistlichen Laufbahn ist nichts überliefert, es muss allerdings eine Priesterweihe vorausgesetzt werden, da Winckel 1636/1637 Abt in den Klöstern Sponheim und Disibodenberg wurde.

### In der Pfalz
Die beiden Klöster waren durch den Dreißigjährigen Krieg schwer verwüstet und mussten in diesen Jahren erneut gegründet werden. Als Abt erhielt Remigius auch die Konfirmation durch den Mainzer Erzbischof Anselm Casimir Wambolt von Umstadt. Wieder zerstörten durchziehende protestantische Truppen in den vierziger Jahren des 17. Jahrhunderts das Kloster in Sponheim und zwangen den Abt und seinen Konvent zur Flucht aus den Klostergebäuden.
Im Jahr 1642/1643 wurde Remigius vom Kapitel der Bursfelder Kongregation, dem auch die Abtei in Sponheim angehörte, wieder zurück in sein Kloster zitiert. Nun machten ihm jedoch die Spanier unter General Spinola das Leben schwer: Sie wollten eine Benediktinerabtei mit ihren Landsleuten errichten und verweigerten die Auszahlung der Erträge des Klosters an die Deutschen. Am 27. Juni 1643 resignierte Remigius Winckel als Abt von Sponheim und Disibodenberg.
Wieder wurde er als Abt eingesetzt, diesmal allerdings war er lediglich Titularabt der bereits aufgelösten Abtei Hornbach in der Pfalz, wo er im Jahr 1643/1644 überliefert ist. Daneben nahm er seelsorgerische Tätigkeiten als Pfarrer in Groß-Steinheim, heute ein Stadtteil von Hanau, wahr. Zusätzlich unterstützte er das Klosterbündnis der Bursfelder Kongregation, für das er 1644 als Definitor und Kapitelssekretär tätig war. 
In Münsterschwarzach wurde 1646 ein Nachfolger für den verstorbenen Abt Silvanus Speht gesucht. Philipp Erwein von Schönborn, als Amtmann in Mainzer Diensten, empfahl dem Würzburger Fürstbischof Johann Philipp von Schönborn seinen Bruder, den Pfarrer Remigius Winckel. Winckel wurde daraufhin Administrator der Abtei Münsterschwarzach. Bis zur Ankunft des neuen Abtes wurde Maurus Faber, der Abt von St. Stephan in Würzburg, als Leiter des Klosters ernannt.

### In Münsterschwarzach
Die Wahl zum Abt fand am 7. August 1646 zwischen 9 und 10 Uhr statt. Die Konfirmation des neuen Abtes erfolgte am 14. Juli desselben Jahres durch Johann Philipp von Schönborn. Am 21. Januar 1647 wurde Winckel schließlich zusammen mit Abt Peter von Ebrach benediziert. Zuvor hatte er 1646 bereits die Abtei gerettet, indem er vom protestantischen General Wrangel Soldaten aus Schweinfurt erbeten hatte, die das Kloster schützen sollten. Hierbei hatten ihm seine Französischkenntnisse gute Dienste geleistet.
Gleichzeitig forcierte Winckel die Entschuldung der Abtei. Diese Anstrengungen wurden nach dem Ende des Dreißigjährigen Krieges 1648 noch weiter vorangetrieben. Bis 1651 wurden die verwaisten Klosterdörfer durch Neuanwerbungen wieder besiedelt, die Ordnung wurde durch die Reaktivierung und die Neuanlagen von Dorfordnungen wiederhergestellt. Auch für das Kloster selbst sorgte Winckel: Er ließ die zerstörte Klostermühle wieder errichten, baute 1652 ein neues Torhaus und sorgte für die Aufstockung der Viehbestände.
In der Friedenszeit blühte auch das geistige Leben in Münsterschwarzach wieder auf. Grund hierfür war die Anwerbung vieler junger Mönche durch den Abt. Viele spätere Klostervorsteher kamen in diesen Jahren in das Kloster, das bald zu einem wissenschaftlichen Zentrum der Region wurde. Getrieben von den Würzburger Fürstbischöfen beendete der Abt auch die Beziehungen zur Bursfelder Kongregation, die allerdings bereits unter seinen Vorgängern eingeschlafen waren.
Der Tod des Abtes kam auf einer Reise im Jahr 1654. Winckel war gerade aus dem Kloster Tönisstein im heutigen Rheinland-Pfalz zurückgekehrt und nächtigte in seiner ehemaligen Wirkungsstätte Groß-Steinheim, als er am 9. August 1654 an einem Asthmaanfall starb. Seine Beisetzung fand zwei Tage später, am 11. August, vor dem Taufstein der Johanneskirche in Steinheim statt. Ein Epitaph wurde 1559 in Münsterschwarzach aufgestellt.

## Wappen

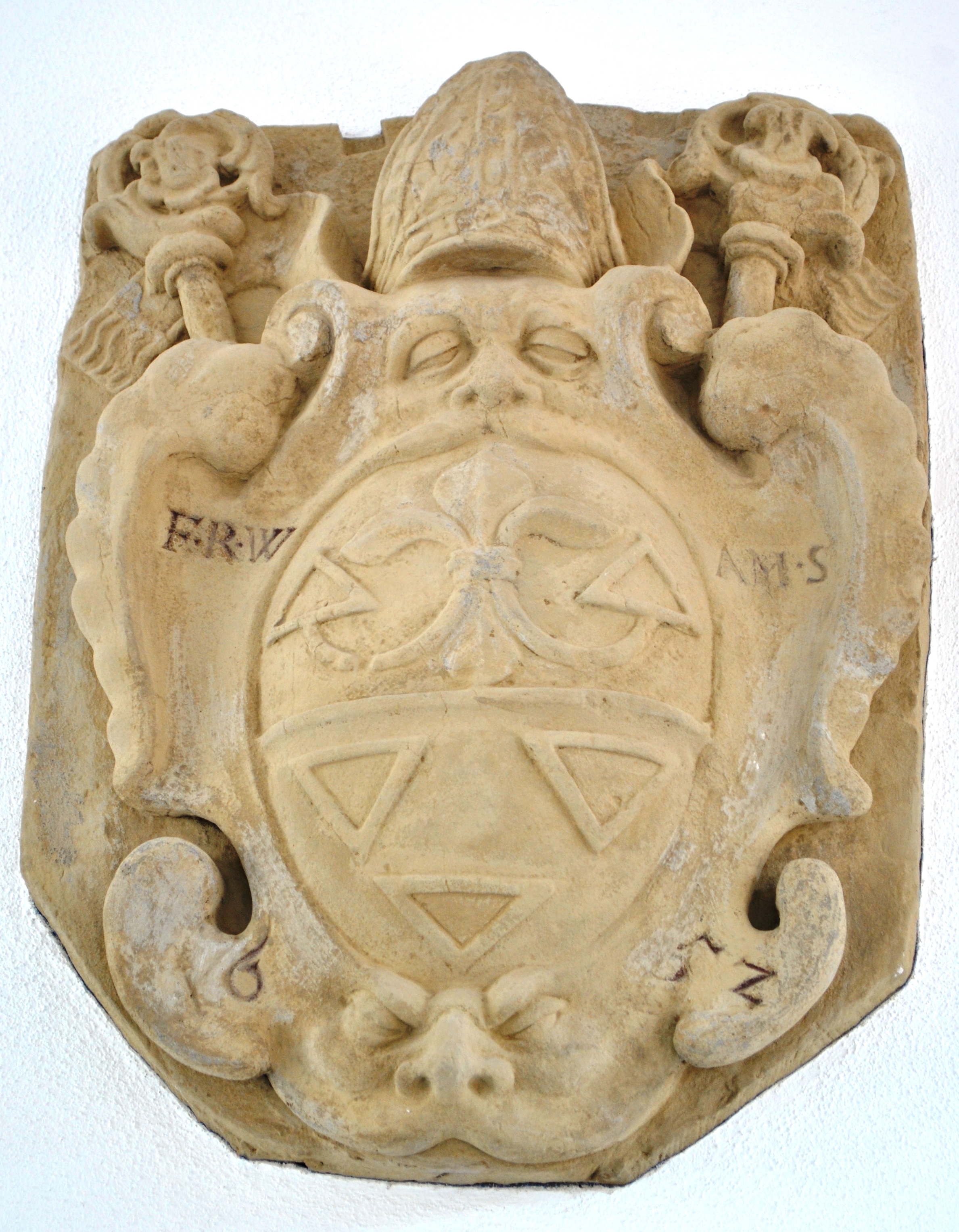
Das Wappen in Münsterschwarzach

Remigius Winckel war der neunte Abt des Klosters, für den ein persönliches Wappen überliefert ist. Ein Siegel vom 30. Juni 1649 und ein Wappenstein im Torhaus von Münsterschwarzach enthalten das Zeichen des Prälaten. Beschreibung: Geteilt; oben eine Lilie, deren äußere untere Blätter nach oben ausgebogen und mit einem Spickel besetzt sind, unten drei 2:1 gestellte gestürzte Spickel. Angaben zur Farbgebung sind nicht überliefert.